# George Child Villiers (9e comte de Jersey)
George Francis Child-Villiers, 9e comte de Jersey (15 février 1910 - 9 août 1998), est un pair anglais et un banquier de la famille Villiers. Lord Jersey donne l'un des sièges de la famille, Osterley Park, à la nation britannique à la fin des années 1940.

## Jeunesse
Il est le fils de George Child Villiers et de Lady Cynthia Almina Constance Mary Needham. Il a trois frères et sœurs plus jeunes, Lady Joan Child Villiers (épouse de David Colville), Edward Mansel Child Villiers (qui épouse Barbara Mary Frampton et, ensuite la princesse Maria Gloria Pignatelli Aragona Cortez, fille unique du prince Antonia Pignatelli Aragona Cortez, duc de Terranova), et Lady Ann Child Villiers (l'épouse du major Alexander Henry Elliot) .
Ses grands-parents paternels sont Victor Child Villiers, et l'hon. Margaret Elizabeth (fille de William Leigh (2e baron Leigh)).
Il fait ses études au Collège d'Eton avant de fréquenter Christ Church, Oxford .

## Carrière
À la mort de son père à Middleton Park en décembre 1923, il devient 9e comte de Jersey et hérite de près de 20 000 acres de terre en Angleterre . Lord Jersey est commis chez Glyn, Mills &amp; Co. en 1932 et est président de la Wallace Brothers Sassoon Bank (reprise par la Standard Chartered Bank en 1976) .
Il combat pendant la Seconde Guerre mondiale, gagnant le grade de major dans l'artillerie royale de l'armée territoriale .
Le 9e comte est responsable de la rénovation du siège de la famille, Middleton Park dans l'Oxfordshire, et emploie Edwin Lutyens comme architecte. Quand il essaye de donner Middleton au National Trust, ils refusent au motif que la maison a été rénovée par Lutyens - dont ils recherchent maintenant particulièrement les maisons. Le 9e comte donne Osterley Park à Hounslow à la nation à la fin des années 1940 .

## Vie privée
Lord Jersey s'est marié trois fois et a divorcé deux fois. Il épouse sa première femme, Patricia Richards (1914-2017) à Sainte-Marguerite de Westminster le 12 janvier 1932. Elle est le seul enfant de Kenneth Richards, de Cowcumbala, New South Wales, en Australie . Avant que la comtesse n'obtienne le divorce à Londres en 1937, ils sont les parents d'un enfant :
- Lady Caroline Child-Villiers (née en 1934)[7], qui épouse Gilbert Elliot-Murray-Kynynmound, 6e comte de Minto en 1952. Ils divorcent en 1965 et elle épouse l'hon. John Douglas Stuart (deuxième fils de James Stuart), en 1969. Ils divorcent également et elle épouse l'hon. James Donald Diarmid Ogilvy (fils de David Ogilvy) en 1980 [1].

Une semaine après son divorce, Lord Jersey épouse l'actrice américaine Virginia Cherrill le 30 juillet 1937 au Chelsea Register Office. Elle est l'ex-épouse de l'acteur Cary Grant et la fille de James E. Cherrill. Ils divorcent en 1946 sans avoir eu d'enfants ensemble . Elle épouse ensuite Florian Martini, un as de l'aviation de la Seconde Guerre mondiale, avant sa mort en 1996.
Sa troisième et dernière épouse est Bianca Luciana Adriana Mottironi (décédée en 2005), qu'il épouse le 16 octobre 1947. Elle est la fille aînée du fabricant de meubles Enrico Mottironi de la Via Goffredo Casalis à Turin, en Italie. Ils ont trois enfants:
- George Henry Child Villiers, vicomte de Villiers (1948–1998), qui épouse le 22 décembre 1969 Verna P. Stott; divorcé en 1973, avec des enfants. Marié le 9 janvier 1974 avec Sacha Jane Hooper Valpy; divorcé en 1988, avec des enfants. Marié en 1992 avec Stephanie Louisa Penman, avec des enfants.
- Lady Isabel Bianca Rosa Child-Villiers (née en 1950), qui épouse Peter Edward Harrison en 1974.
- Hon. Charles Victor Child-Villiers (1952–1991), qui épouse Brigitte Elisabeth Germaine Marchand, en 1975. Ils divorcent en 1989[8], avant qu'il ne perde soudainement son audition et meure en 1991, à l'âge de 39 ans seulement.

Lord Jersey s'installe au Radier Manor à Jersey, où il vit avec sa troisième femme jusqu'à sa mort le 9 août 1998. Comme son fils aîné George est mort d'une crise cardiaque le 19 mars 1998, plusieurs mois avant la mort du comte, il est remplacé par son petit-fils, William, comme 10e Comte. Sa veuve, la comtesse douairière de Jersey, est décédée en mars 2005 .